# IC 848
IC 848 је спирална галаксија у сазвјежђу Береникина коса која се налази на листи објеката дубоког неба у Индекс каталогу.
Деклинација објекта је + 16° 0' 24" а ректасцензија 13h 7m 1,5s. Привидна величина (магнитуда) објекта IC 848 износи 14,5 а фотографска магнитуда 15,3. IC 848 је још познат и под ознакама MCG 3-33-31, CGCG 101-2, PGC 45414.